# Афинский концерт-холл «Мегарон»

Афинский концерт-холл «Мегарон» (греч. Μέγαρον Μουσικής Αθηνών), «Мегаро Мусикис» расположен на проспекте Королевы Софии в Афинах. Мегарон прекрасно оборудован и отвечает всем необходимым требованиям, чтобы принимать на своей сцене лучшие оперы мира.
Вблизи концерт-холла расположена одноименная станция Афинского метрополитена «Мегаро-Мусикис».

## История
Афинский концерт-холл был открыт в 1991 году с двумя залами. В 2004 году он был дополнен еще двумя. Поэтому сейчас имеется четыре зала: два больших и два малых:
- Зал любителей музыки вмещает 1 961 зрителя. В ней расположен крупнейший орган Греции с 6 080 трубками, созданный по специальному заказу компанией Klais Orgelbau.
- Зал Димитрис Митропулос на 494 место в основном используется для концертов камерной музыки.
- Зал Александры Трианти вмещает 1 750 зрителей.
- Зал Никоса Скалькоттаса используется для проведения конференций, музыкальных форумов и небольших концертов.

Многолетним спонсором и президентом концерт-холла был греческий издатель, медиа-магнат, Христос Ламбракис. Действующим председателем Совета «Мегаро Мусикиса» стал Иоаннис Манос.
В 2011 году Афинский концерт-холл празднует своё 20-летие. Запланирован широкий круг мероприятий. Также в этом же году он стал основным местом проведения мероприятий по случаю 100-летия со дня рождения греческого нобелевского лауреата в области литературы Одисеаса Элитиса, в связи с чем 2011 год в Греции назван «Годом Элитиса».